# Acroosteólisis tipo dominante
El síndrome de Hajdu Cheney es una enfermedad extremadamente rara  del tejido conectivo (tejido de sostén y unión de otros tejidos y partes del cuerpo) que pertenece al grupo de las acrosteolisis, éstas son un grupo heterogéneo de trastornos del hueso, caracterizadas por la reabsorción ósea. Clínicamente se caracteriza por hipocrecimiento, cara peculiar y desarrollo anormal de los huesos, articulaciones y dientes. 
Esta enfermedad fue descubierta en 1948, por N. Hajdu y posteriormente, en 1965, W. D. Cheney completó la descripción.

## Descripción
Aparición de lesiones ulcerosas (lesión circunscrita en forma de cráter que afecta a la piel o las mucosas producida por la necrosis asociada a algunos procesos inflamatorios, infecciosos o malignos) en palmas y plantas, conjuntamente con osteolisis (reblandecimiento y destrucción de los huesos), retraso del crecimiento y talla corta. 
Anomalías craneofaciales: macrocefalia (cabeza anormalmente grande), retraso del cierre de las de las fontanelas y suturas craneales, huesos wormianos (huesos pequeños muy blandos, anómalos, situados en las suturas craneales), silla turca alargada, micrognatia (mandíbula anormalmente pequeña), platibasia (cráneo con base aplanada y ensanchada) y ausencia de senos frontales en la edad escolar; cara característica producida por dolicocefalia (cabeza alargada en sentido antero posterior), hipoplasia (desarrollo incompleto o defectuoso) de la región media de la cara, caída prematura de los dientes, filtrum (surco vertical en el centro del labio superior) corto, orejas prominentes y de implantación baja, hipertelorismo (aumento de la separación de los ojos) ligero, epicantus (pliegue de la piel que cubre el ángulo interno y carúncula de los ojos), telecantus (anomalía del párpado que consiste en una deformidad que aumenta la distancia del ángulo interno del ojo a la nariz), cejas gruesas, sinofridia (las cejas que crecen juntas), pestañas largas, nariz larga y tosca, narinas (orificios de la nariz) antevertidas, boca pequeña, paladar ojival (paladar en forma de bóveda), caída precoz de los dientes, maloclusión dental, pabellones auriculares de implantación baja, cabello abundante y recio. 
Anomalías esqueléticas: osteopenia (escasez de tejido óseo), fracturas patológicas (fracturas que se producen sin causa aparente, generalmente debidas a una enfermedad ósea), inestabilidad cervical, laxitud articular, genu valgo (piernas en forma de X), dislocación de la cabeza del radio, peronés arqueados, acortamiento de los dedos de las manos y de los pies, con acropaquias (deformidad de la parte final de los dedos que adoptan forma de palillo de tambor) y acroosteolisis (reblandecimiento y destrucción de los huesos), siendo especialmente llamativa la deformación en los pulgares; cuello corto debido a las anomalías vertebrales: espacios vertebrales disminuidos, columna cervical recta, vértebras bicóncavas, aumento de los cuerpos vertebrales lumbares y cifoescoliosis (combinación de cifosis, curvatura anormal en sentido antero posterior de la columna vertebral y escoliosis, curvatura anormal en sentido lateral). 
Aumento de la sensibilidad en los pulpejos y uñas hipoplásicas, con dolor frecuente, sobre todo en las manos. 
Se acompaña de hernia (protrusión de un órgano a través de un orificio) umbilical e inguinal, hipospadias (apertura urinaria o meatus, que se puede colocar anormalmente en la superficie inferior del pene), criptorquidia (uno o ambos testículos no pueden descender al escroto) e hirsutismo (aumento excesivo del pelo en la mujer).

## Diagnóstico
El diagnóstico de sospecha es clínico y se confirma mediante estudios radiográficos, que muestran la osteolisis de las falanges terminales, con hendiduras transversales, valgo (desviación hacia dentro) en codos y rodillas relacionado con la Hiperlaxitud articular, posibles fracturas patológicas y osteoporosis generalizada.

## Tratamiento
No existe un tratamiento curativo específico de la enfermedad. El objetivo del tratamiento es controlar la osteoporosis con calcio, flúor y corticoides; y los cuidados de las fracturas espontáneas que pueden agravar el proceso.